# Sentenced to Life (Beverly Hills, 90210)
Sentenced to Life is de zestiende aflevering van het vijfde seizoen van het tienerdrama Beverly Hills, 90210, die voor het eerst werd uitgezonden op 4 januari 1995.

## Verhaal
Nu Dylan weer thuis is wil hij zijn leven weer in handen nemen. Hij zit wat bij te praten met Andrea als er een brief bezorgd wordt, het is van de rechtbank. Hij moet voorkomen in verband met zijn ongeluk. Andrea zegt hem om te praten met Jesse wat hij het beste kan doen. Als hij praat met Jesse vertelt Dylan dat hij gewoon schuld wil bekennen en kijken wat voor straf hij krijgt. Jesse zegt hem dat dit het domste is wat hij kan doen en dat hij het beste een advocaat kan nemen. Dylan besluit dit te doen en komt er vanaf met een proeftijd en hij moet tijdelijk zijn rijbewijs inleveren.
Over één week gaat de club open bij de Peach Pitt en David en Clare hebben de taken overgenomen van Steve. Donna wil dat ze Ray laten optreden op de openingsavond, als Ray hiervan hoort blijkt het dat hij last heeft van plankenkoorts.
Steve gaat naar het bejaardentehuis waar hij zijn taakstraf moet uitvoeren. In de regeling die is getroffen hoeft hij alleen een handtekening zetten en dan is hij verlost van de straf. Als hij daar een bewoner ontmoet raakt hij met hem aan de praat. Hij heet Saul Howard en hij heeft vroeger nog met de moeder van Steve gewerkt. Na dit gesprek besluit Steve om toch zijn taakstraf uit te voeren. Hij krijgt een vriendschappelijke band met Saul. Steve komt erachter dat Saul toevallen heeft van alzheimer wat niet altijd makkelijk is. Steve vertelt hem dat hij ruzie heeft met zijn vader, Saul vertelt hem dat je geen ruzie moet hebben met familie of vrienden omdat je nooit weet of morgen allebei nog leeft.

### Rolverdeling
- Jason Priestley - Brandon Walsh
- Jennie Garth - Kelly Taylor
- Ian Ziering - Steve Sanders
- Gabrielle Carteris - Andrea Zuckerman
- Luke Perry - Dylan McKay
- Brian Austin Green - David Silver
- Tori Spelling - Donna Martin
- Tiffani Thiessen - Valerie Malone
- Carol Potter - Cindy Walsh
- James Eckhouse - Jim Walsh
- Mark D. Espinoza - Jesse Vasquez
- Kathleen Robertson - Clare Arnold
- Joe E. Tata - Nat Bussichio
- Jamie Walters - Ray Pruit
- James C. Victor - Peter Tucker
- Milton Berle - Saul Howard
- Kenneth Tigar - Mr Warren